# Nagy Ilona (kézilabdázó)
Nagy Ilona (Budapest, 1951. január 21. –) olimpiai- és világbajnoki bronzérmes kézilabdázó.

## Pályafutása
1974 és 1978 között a magyar válogatottban 113 mérkőzésen lépett pályára, amellyel két világbajnoki (1975, 1978) és egy olimpiai (1976) bronzérmet szerzett.